# Истополни брак
Истополни брак (познат и као хомосексуални брак или геј брак) је правно или друштвено призната брачна заједница двије особе истог пола. Истополни брак је политичко и друштвено питање у многим државама, иако је дебата о истополним браковима новијег датума.
Неке државе су, да би избјегле веће противљење цркве и дијела друштва који не одобрава истополне бракове, за истополне парове предвидјеле могућност склапања посебног уговора о правима и обавезама (тзв. „регистрована партнерства” или „грађанске уније”). Такви уговори обично дају мања права истополним партнерима у односу на права која произилазе из брака.
Истополни брак, у државама у којима је дозвољен, није посебан правни институт. Дакле, не постоји правни, већ само друштвени појам истополног брака, јер је дефиниција брака, као посебног правног института, измијењена на тај начин да садржи и могућност склапања брака између особа истог пола.

## Термин
Већина медија данас користи термин „истополни бракови” или „геј бракови”, када извјештава о овој или о повезаним темама. Термин „геј бракови” донекле може бити погрешан јер у истополне бракове не ступају само геј мушкарци и лезбијке, него врло често и особе бисексуалне оријентације.
Иако наука користи термине хомосексуалност и бисексуалност у неутралном контексту, као термине којима описује нечију сексуалну оријентацију, ове термине често користе друштвени конзервативци, вјерски поглавари и други који се противе легализацији истополних бракова из вјерских разлога, у другачијем контексту. За њих је хомосексуалност „гријех”, и самим тим нешто негативно, па и термин „хомосексуалност” користе како би нагласили да се ради о нечему лошем и погрешном. Аутори и медији који заступају овај став, често за истополни брак користе термин хомосексуални „брак”, гдје је ријеч брак под наводним знацима, желећи тиме да истакну да се, по њима, не ради о браку у правом смислу ријечи.
Неки ЛГБТ активисти одбацују термине „истополни брак” и „геј брак”, јер ови термини, по њима, шаљу погрешну поруку да они траже нека посебна права и стварање посебног правног института.
Умјесто ових термина, многе ЛГБТ организације користе израз „брачна једнакост” (engl. Marriage equality).

## Историја
Иако је дебата о истополним браковима новијег датума, различити типови истополних веза су постојали и у прошлости. Историјски извори помињу такве везе у древној Кини, античким грчким полисима и у Римском царству. Међутим, остаје релативно непознато какав су статус и степен признања ове везе уживале у друштву, и да ли су биле препознате од стране држава или полиса. Већина историчара се слаже да су истополне везе биле честа појава у старом Риму, међутим, не постоји сагласност око тога каква је била природа и степен признања таквих веза. Извори наводе да су и поједини римски цареви имали истополне везе. Тако су римски цареви Нерон и Елагабал били у вези са својим мушким робовима. Елагабал је свог љубавника, роба по имену Хијерокле, називао својим мужем, иако није познато да ли је тај брак склопљен и да ли је био признат. Са доласком хришћанства, и његовим прихватањем као државне религије, римска држава је почела непријатељски да гледа на истополне везе. Цареви Констанције II и Констанс I донијели су 342. године закон којим су, по тумачењу неких аутора, у Римском царству забрањени истополни бракови, и прописана смртна казна за оне који га прекрше. Овај закон је записан у Теодосијевом кодексу (C.Th. 9.7.3).

### Савремено доба
У октобру 1989. године, Данска је постала прва држава у свијету која је правно регулисала истополне везе, и то кроз закон о регистрованом партнерству. Регистровано партнерство је, по правима и обавезама, било слично браку, са изузетком права која се односе на усвајање, права која су регулисана међународним уговорима, и још неких права која су била искључена из регистрованог партнерства.
 Данска је, 2010. године, кроз измјене закона, омогућила истополним паровима усвајање дјеце, а закон којим се истополним паровима омогућава ступање у брак усвојен је у парламенту 7. јуна 2012. Многе европске земље, као и неколико земаља, територија и градова у Сјеверној и Јужној Америци и Аустралији је касније донијело сличне законе.
Прва свјетска земља која је истополним паровима омогућила ступање у брак је Холандија. Закон, из 2001. године, којим су легализовани истополни бракови, промијенио је само једну реченицу у постојећем закону којим је регулисан брак, а која сада гласи: Брак могу склопити двије особе различитог или истог пола.
Сљедећих година, још неколико европских и свјетских држава је легализовало истополне бракове. Данас 29 држава у свијету признаје истополне бракове. Тренутно државе које у свијету признају истополне бракове, поред Холандије то су: Сједињене Америчке Државе, Белгија, Уједињено Краљевство, Ирска, Луксембург, Шпанија, Немачка, Француска, Канада, Јужноафричка Република, Норвешка, Шведска, Финска, Данска, Исланд, Малта, Португал, Аустрија, Аргентина, Аустралија, Нови Зеланд, Уругвај, Колумбија, Мексико, Костарика, Бразил, Еквадор и Тајван. Израел признаје истополне бракове склопљене у иностранству.
У неколико земаља је отпочео процес легализације истополних бракова. Врховни суд Непала наложио је, у пресуди од 17. новембра 2008, влади ове државе да изради закон којим ће се гарантовати једнака права за ЛГБТ популацију, укључујући и право на брак. Закони којим се истополним партнерима омогућава ступање у брак већ се налазе у парламентарној процедури у Чилеу, Курасау, Чешкој, Еквадору, Хондурасу, Хонг Конгу, неколико држава у Мексику, Панами, Перуу, Филипинима, Швајцарској и Венецуели.
Велика борба између заговорника и противника истополних бракова водила се у САД. Прије уставне одлуке, укупно 37 савезних држава је легализовало истополне бракове, међутим, многе су донијеле уставне амандмане којима се они забрањују. Федерални закон из 1996. године забрањивао је венчаним истополним паровима, из савезних држава које допуштају истополне бракове, да добијају федералне бенефиције које су доступне другим венчаним паровима. 2013. године Уставни суд је прогласио овај закон неуставним и омогућио истополним венчаним паровима да уживају све федералне бенефиције. Након што је Врховни суд донео такву одлуку, бројни судови нижег ранга су донели сличне одлуке, те прогласили уставне амандмане којима се истополни бракови забрањују неуставним у великом броју савезних држава. Врховни суд САД је, 26. јуна 2015. године, донио одлуку у случају Оубергефел против Хоџеса у којој је пресудио у корист легализације истополних бракова широм државе са гласом од 5-4.

## Став свјетских религија
Велики број највећих свјетских религија осуђује истополне бракове. У новије вријеме, међутим, један број деноминација и цркава унутар протестантизма, као једног од три највећа правца у оквиру хришћанства, ублажио је своје ставове према истополним браковима. Поједине протестантске деноминације дозволиле су свештеницима да дају благослов истополним паровима у црквама, а неке дозвољавају особама у истополним везама да постану свештеници.
Разлози због којих се велики број цркава противи истополним браковима различити су и зависе од учења сваке појединачне цркве, међутим, постоји неколико заједничких аргумената које многе цркве користе у објашњењу свог противљења. Треба напоменути да је противљење многих цркава истополним браковима повезано са учењем тих цркава о хомосексуалности уопште. Велики број цркава осуђује хомосексуалност као „неморалан животни избор” и „гријех”. Осим тога, многе цркве истичу да је брак „света институција мушкарца и жене”, и да је главна сврха брака „продужење врсте”. Многе цркве се, због тога, противе и сексу изван брака, као и сваком сексуалном чину који не води продужењу врсте. Са овим је повезано и противљење неких цркава употреби кондома, и свим облицима контроле рађања. Такође се, као аргумент, често истиче и став да ће легализација истополних бракова и уврштавање сексуалне оријентације као заштићене категорије у законе којима се забрањује дискриминација, утицати на вјерске слободе тако што ће их значајно смањити или укинути.

## Аргументи
Једна од првих ствари око које се не слажу заговорници и противници легализације истополних бракова, је сама сврха, односно смисао брака. Противници истополних бракова истичу да је брак одувијек био заједница мушкарца и жене, чија је једна од главних сврха продужење врсте, и да је такав облик породице једини могућ и исправан. С обзиром да се велики број противника истополних бракова позива и на религију, та заједница мушкарца и жене се назива „светом”, односно једином коју одобрава Бог. С друге стране, заговорници легализације истополних бракова, истичу у први план одвојеност државе и цркве. Постоји, по њима, разлика између грађанског брака и брака који се склапа у цркви. Нико не може присилити цркву да вјенчава истополне парове, нити јој, с друге стране, то може забранити. Један број цркава вјенчава истополне парове чак и у државама гдје истополни бракови нису дозвољени. Грађански бракови, по њима, имају другачију сврху и циљ. Такође се истиче да је и дефиниција брака пролазила кроз значајне промјене у прошлости, јер је склапање брака зависило од сталежа, или статуса одређене особе, а у скоријој прошлости и од расе, па су бракови између особа различитих раса били забрањени, а они који би их склопили, били су кривично гоњени.
Код навођења разлога против легализације истополних бракова, дакле, најчешће се користе религијски аргументи, цитати из библије, који наводно доказују да је хомосексуалност „гријех”, па зато ни истополни бракови не треба да буду дозвољени, или се наводи да ће легализацијом истополних бракова бити угрожене вјерске слободе. Међутим, често се наводе и секуларни и научни разлози против њихове легализације, мада се овакви разлози најчешће појављују у брошурама и публикацијама конзервативних организација, те је и њихова научна вриједност упитна.
Тако се често наводи да ће легализацијом истополних бракова и давањем дозволе истополним паровима да усвајају дјецу, усвојена дјеца бити лишена права да одрастају уз оца и мајку, који су наводно потребни дјеци за правилан развој. Такође се изражава бојазан да ће дјеца која одрасту уз истополне родитеље и сама бити истополно оријентисана. Овде треба додати да досадашња научна истраживања чији су предмет била дјеца која одрастају у истополним заједницама, нису показала да постоји било каква значајнија разлика у друштвеној прилагођености и менталном развоју те дјеце и дјеце која одрастају у традиционалним породицама. Чак ни конзервативне организације не наводе да постоје значајне студије које доказују штетан ефекат који на дјецу има одрастање уз истополне родитеље. Међутим, свим досадашњим научним студијама се приговара да су имале један или неколико недостатака, или мана, те да нису у потпуности проведене у складу са научном методологијом, због чега и резултате свих ових студија треба узети с резервом. Социолог Стивен Нок, који је свједочио пред Врховним судом Канаде, у предмету у коме је суд разматрао легализацију истополних бракова изјавио је следеће:
 У својој анализи дошао сам до следећих закључака:
- Сви материјали које сам прегледао, имали су бар једну фаталну грешку, било у самом осмишљавању, било у провођењу истраживања.
- Ниједна од ових студија није спроведена у складу са општеприхваћеним стандардима научног истраживања.

Међутим, иако их због методолошких проблема треба узети с резервом, готово све спроведене научне студије су показале да одрастање уз истополне родитеље нема негативан утицај на дјецу, а ниједна озбиљнија студија није доказала супротно.
Један од аргумената који се такође често помиње од стране противника истополних бракова је да је сврха брака првенствено „прокреативна”, односно, да се брак закључује првенствено како би се створили неопходни предуслови за рађање дјеце. Затим се даље наводи да ће легализацијом истополних бракова, брак као институција бити удаљен од своје „прокреативне сврхе”. Овој тврдњи се, с друге стране, супротставља мишљење да је брак у модерном смислу, првенствено уговор којим се регулишу међусобна права и обавезе супружника. Држава не прописује услове којима би обавезала брачне парове да имају дјецу.
Такође се не испитује ни намјера брачних партнера да имају дјецу, нити се провјерава способност односно могућност будућих брачних партнера да имају дјецу, односно држава не тражи од будућих брачних партнера увјерење да нису стерилни. Ово се објашњава тиме да би за државу било скупо да провјерава плодност сваког брачног партнера прије ступања у брак, те да су такви случајеви ријетки да би им се поклањала већа пажња. Међутим, склапање брака се допушта и старијим особама, особама у осмој или деветој деценији живота, гдје се прокреативни мотив не може ни претпоставити.

## Статус истополних бракова у свијету
Бракови истополних партнера су тренутно у свијету легализовани у Холандији, Белгији, Норвешкој, Шведској, Данској, Шпанији, Португалији, Исланду, Канади, Јужноафричкој Републици, Аргентини, те у 36 савезних држава САД укључујући и федерални округ Вашингтон.

### Европа

#### Холандија
У априлу 1996, доњи дом холандског парламента усвојио је двије резолуције. У првој резолуцији позвана је холандска влада да донесе закон којим ће се правно препознати истополне везе. Друга резолуција позивала је владу да донесе прописе којима ће се гарантовати једнака права усвајања за истополне парове.
Закон којим су успостављена регистрована партнерства за истополне али и за остале парове, усвојен је у децембру 1996, а ступио је на снагу у јануару 1998. Закон је давао регистрованим партнерима сва права и привилегије вјенчаних парова, осим права усвајања, док је процедура за развод такође била другачија.
У септембру 2000, доњи дом парламента изгласао је закон којим је истополним паровима омогућено да ступе у брак, и да имају сва права која имају и вјенчани парови различитог пола. Закон је потврђен и у горњем дому у децембру исте године, а ступио је на снагу у априлу 2001.
Новим законом су истополним паровима дата права која у том тренутку нису постојала ни у једној другој држави. Особама које су живјеле у регистрованим партнерствима омогућено је да те везе претворе у брак. Истополним паровима је овим законом било ускраћено само једно право, односно могућност да усвајају дјецу из трећих земаља, због односа појединих земаља према истополним везама и хомосексуалности уопште.

#### Белгија
У јуну 2003. године, Белгија је постала друга земља у свијету која је легализовала бракове особа истог пола. Сенат је усвојио закон 28. новембра 2002, а исти закон потврђен је у доњем дому парламента 30. јануара 2003. У прве двије године важења закона склопљена су 2442 истополна брака, што представља 3 % од укупног броја склопљених бракова у том периоду.
Закон у то вријеме није допуштао усвајање дјеце брачним паровима истог пола. Закон којим је истополним паровима дозвољено усвајање, донијет је у априлу 2006, чиме су изједначена права истополних и других парова која се односе на усвајање.

#### Шпанија
Истополни бракови легализовани су у Шпанији 3. јула 2005. Шпанија је тако постала трећа држава у свијету која је легализовала истополне бракове, након Холандије и Белгије, а 17 дана прије Канаде. Иако је, по истраживањима јавног мњења, закон имао подршку 66 % грађана Шпаније, његово усвајање наишло је на жесток отпор и протесте, које је углавном предводила католичка црква. У првој години важења закона склопљено је 4500 истополних бракова.
Неколико поступака за оцјену уставности новог закона покренуто је пред Уставним судом Шпаније. Суд је одбио све иницијативе за оцјену уставности закона које је разматрао. Католичка црква је била толико против новог закона којим су легализовани истополни бракови, да је званично подржала протест против закона на улицама Мадрида, на којем се окупило више од 100.000 људи, међутим, црква није успјела у намјери да скупи довољан број потписа како би се о закону одлучивало на референдуму. Организовани су и скупови подршке закону на којима се такође појавио велики број људи.

#### Норвешка
Норвешка је легализовала истополне бракове 1. јануара 2009, када је на снагу ступио нови закон који их је омогућио. Норвешка је тако постала прва скандинавска и шеста свјетска држава која је то учинила. Закон је усвојен у доњем дому парламента 11. јуна 2008, а недуго затим, 17. јуна 2008, закон је усвојио и горњи дом норвешког парламента.
Прије доношења закона којим је усвојена родно неутрална дефиниција брака, истополни парови су у Норвешкој могли ући у регистровано партнерство, које је са собом носило готово сва права која су имали и брачни партнери, осим права усвајања. Норвешка је друга земља, након Данске, која је увела регистрована партнерства за истополне парове, учинивши то 1993. године. Након усвајања новог закона, којим су изједначена брачна права, парови који су били у регистрованом партнерству, могли су га замијенити браком, а склапање нових регистрованих партнерстава више није било дозвољено.

#### Шведска
Истополни бракови легализовани су у Шведској од 1. маја 2009, након усвајања новог, родно-неутрални закона о браку од стране шведског парламента 1. априла 2009, што Шведску чини седмом земљом на свету која је легализовала истополни брак. У јулу 2013, Шведска статистика објавила је број људи који су у браку ca партнером истог пола, група је утврдила да су истополни бракови чешћи код жена него код мушкараца. Од јула 2013, 4521 истополних парова жена су у браку у Шведској, у поређењу са 3646 истополних мушких парова.

#### Исланд
Истополни бракови на Исланду су легални од 27. јуна 2010. Алтинг је 11. јуна 2010. усвојио закон који предвиђа родно неутралну дефиницију брака. Ниједан посланик није гласао против закона, а истраживања јавног мњења су показала да је закон био веома популаран. Исланд је постала девета земља у свету која је легализовала истополне бракове.

#### Португал
Истополни брак у Португалу легалан је од 5. јуна, 2010. Премијер Жозе Сократеш је представио закон децембра 2009, а скупштинско гласање је одржано у фебруару 2010. На захтјев председника Уставни суд се изјашњавао о уставности овог закона и потврдио је његову валидност у априлу 2010. Председник је ратификовао закон 17. маја исте године, чиме је Португал постао шеста европска држава и осма држава у свијету која омогућава истополне бракове на националном нивоу. Закон је објављен у службеном гласнику, 31. маја 2010. а ступио је на снагу 5. јуна.

#### Данска
Истополни бракови у Данској су легални од 15. јуна 2012. године. Нацрт закона о легализацији истополних бракова унео је кабинет Тhоrning-Schmidt I, а одобрио га је Фолкетинг 7. јуна 2012. Добио је краљевску сагласност краљице Маргaрете II 12. јуна и ступио је на снагу три дана касније. Данска је била једанаеста земља у свету која је легализовала истополне бракове. Била је то прва држава на свету која је 1989. године донела регистрована партнерства, која су истополним паровима обезбедила скоро сва права и бенефиције брака.
Истополни бракови су такође легални у две друге конститутивне земље Данског царства:
На Гренланду, закон који дозвољава истополне бракове усвојио је Инатсисартут 26. маја 2015. Дански парламент је ратификовао закон 19. јануара 2016, а закон је ступио на снагу 1. априла 2016. године.
На Фарским острвима, закон о истополним браковима усвојио је Løgting 29. априла 2016. године.Закон је ратификовао дански парламент 25. априла 2017. и добио краљевску сагласност 3. маја.Закон је ступио на снагу 1. јула 2017. године.

#### Француска
Новоизабрани председник и премијер Француске, Франсоа Оланд и Жан-Марк Ејро потврдили су да ће Француска легализовати истополне бракове током 2013. године, чему се противила влада бившег председника Николе Саркозија. Новим законом ће истополни парови имати право и на усвајање деце.
Истраживање јавног мњења (Јун, 2011.) показује да 63 % Француза подржава истополне бракове, док 58 % испитаних подржава право на усвајање од стране истополних парова.

### Сјеверна Америка

#### Канада
Прва држава изван Европе која је легализовала истополне бракове је Канада. Закон, којим је усвојена родно неутрална дефиниција брака, ступио је на снагу 20. јула 2005. Међутим, и прије доношења овог закона истополни бракови су, захваљујући судским пресудама, били легални у осам од десет провинција, и у једној од три територије Канаде, односно на простору гдје живи око 90 % становништва земље. Прије доношења закона на савезном нивоу, у Канади је већ било склопљено око 3000 истополних бракова.
Прије расправе и гласања у парламенту, влада је предлог закона упутила Врховном суду Канаде на разматрање. Суд је одбио да се изјасни о томе да ли уставне одредбе Канаде захтијевају легализацију истополних бракова, али је констатовао да влада има надлежност да мијења дефиницију брака.
Након избора који су одржани 2006. године, већину мјеста у парламенту је освојила Конзервативна странка, која је формирала и владу. Држећи се свог обећања из предизборне кампање, нова већина је организовала изјашњавање о враћању старе дефиниције брака, чиме би истополни бракови опет били забрањени. Међутим, ова иницијатива је пала у парламенту, јер су многи чланови Конзервативне странке били против поновног отварања овог питања. Након тога, више није било сличних иницијатива.

### Јужна Америка

#### Аргентина
Закон о истополним браковима у Аргентини је усвојен 15. јула, 2010. од стране парламента, а ступио је на снагу 22. јула 2010, када је објављен у службеном гласнику. Доњи дом парламента је одобрио закон 5. маја, 2010. Сенат је гласао у корист закона 15. јула 2010. Закон је усвојен упркос противљењу религијских група.
Аргентина је доношењем овог закона постала прва држава у Јужној Америци, и десета држава у свијету која је на националном нивоу признала право истополним паровима да склапају бракове.

### Африка

#### Јужноафричка Република
Одређена права која су имали парови различитог пола који су живјели у ванбрачним заједницама у Јужноафричкој Републици, постала су доступна и истополним паровима 1999. године. Након тога, серија судских пресуда изједначила је права истополних и других парова у областима финансија, имиграције, и усвајања. Уставни суд Јужноафричке Републике донио је 1. децембра 2005, пресуду којом је установио да ускраћивање права на брак истополним паровима представља омаловажавање тих веза и потребе за њиховом афирмацијом и заштитом. У једногласној пресуди, суд је влади дао рок од годину дана да донесе закон којим ће се легализовати истополни бракови.
Следеће године у августу почела је јавна дебата о закону. Влада је првобитним предлогом „Закона о грађанским заједницама” покушала да статус истополних парова ријеши увођењем института „грађанске заједнице” који би по правима био сличан или идентичан браку, али би сама ријеч „брак” била изостављена. ЛГБТ активисти су упозоравали владу да је такав предлог у супротности са пресудом уставног суда, који је наговијестио да неће прихватити било какав различит статус истополних веза. Водећа опозициона странка, Афричка хришћанска демократска странка, изразила је своје противљење доношењу закона, и позвала грађане на протесте. На протестима у Преторији учествовало је на хиљаде људи. За разлику од највеће опозиционе странке, владајући Афрички национални конгрес је подржао владин предлог закона. Влада је у последњим тренуцима промијенила предлог текста „Закона о грађанским заједницама”, тако да је овај закон сада допуштао „добровољне заједнице између двије особе које се могу регистровати као брачна партнерства или као грађанске заједнице”. Овакав закон је усвојен у дводомном парламенту и ступио је на снагу само један дан прије истека рока који је у својој пресуди поставио уставни суд. На овај начин је Јужноафричка Република постала прва држава у Африци и пета у свијету која истополним паровима омогућава ступање у брак.

### Азија
Тајван (Република Кина)
Истополни бракови између грађана постали су легални на Тајвану 24. маја 2019, чиме је Тајван постала прва држава у Азији која је легализовала истополне бракове. Бракови између тајванских и страних држављана у почетку су били ограничени на држављане земаља које су такође признале истополне бракове. То ограничење је укинуто 19. јануара 2023. Једини преостали изузетак су грађани копнене Кине, јер бракови преко теснаца морају бити регистровани у континенталној Кини пре него што могу да се пријаве на Тајвану. Тајвански закон о истополним браковима не покрива заједничко усвајање ако дете није генетски повезано са паром, иако је један случај одобрио локални суд 2022.  